# Supercopa Euroamericana
La Supercopa Euroamericana fue una competencia internacional de fútbol de carácter no oficial, en la que se enfrentaban en un partido único, el campeón de la Copa Sudamericana y el campeón de la Liga Europa de la UEFA.

## Historia
La primera edición se desarrolló el 26 de marzo de 2015, en el Estadio Monumental en Buenos Aires (Argentina). River Plate venció 1-0 al Sevilla, con gol de Juan Cruz Kaprof.
La segunda edición, y hasta ahora la última, se desarrolló el 19 de julio de 2016, en Florida (Estados Unidos). Sevilla venció 2-1 a Independiente Santa Fe con goles de Yevhen Konoplyanka y Kevin Gameiro; José Moya anotó para el conjunto colombiano.

## Formato de juego
El partido se juega a 90 minutos y en caso de empate, el campeón se define mediante ejecución por tiros desde el punto penal.

## Historial de campeones
| Año           | Campeón                   | Resultado | Subcampeón                      | Sede                                       | Organizador         | Trofeo                     |
| ------------- | ------------------------- | --------- | ------------------------------- | ------------------------------------------ | ------------------- | -------------------------- |
| 2015 Detalles | River Plate (1) Argentina | 1:0       | Sevilla España                  | Estadio Monumental, Buenos Aires Argentina | DirecTV Sports      | Trofeo James & Thomas Hogg |
| 2016 Detalles | Sevilla (1) España        | 2:1       | Independiente Santa Fe Colombia | Champion Stadium, Orlando Estados Unidos   | LFP World Challenge | Golden Mickey Mouse        |

## Estadísticas

### Títulos por equipo
| Equipo                 | Títulos | Subcamp. | Años campeón | Años subcampeón |
| ---------------------- | ------- | -------- | ------------ | --------------- |
| Sevilla                | 1       | 1        | 2016         | 2015            |
| River Plate            | 1       | 0        | 2015         |                 |
| Independiente Santa Fe | 0       | 1        |              | 2016            |

### Títulos por país
| País      | Títulos | Subcamp. |
| --------- | ------- | -------- |
| España    | 1       | 1        |
| Argentina | 1       | 0        |
| Colombia  | 0       | 1        |

### Títulos por confederación
| Confederación | Títulos | Subcamp. |
| ------------- | ------- | -------- |
| CONMEBOL      | 1       | 1        |
| UEFA          | 1       | 1        |

### Tabla histórica de puntos
| Pos. | Club                   | Part. | Títulos | PJ | PG | PE | PP | GF | GC | Dif | Pts. |
| ---- | ---------------------- | ----- | ------- | -- | -- | -- | -- | -- | -- | --- | ---- |
| 1°   | River Plate            | 1     | 1       | 1  | 1  | 0  | 0  | 1  | 0  | +1  | 3    |
| 2°   | Sevilla                | 2     | 1       | 2  | 1  | 0  | 1  | 2  | 2  | 0   | 3    |
| 3°   | Independiente Santa Fe | 1     | 0       | 1  | 0  | 0  | 1  | 1  | 2  | –1  | 0    |

Fuente:

### Goleadores
- Actualizado a la edición 2016.[9][10]

En negrita jugadores activos.
| Pos | Nombre             | Nacionalidad | Goles | PJ | Promedio | Debut | Equipo(s)                  |
| --- | ------------------ | ------------ | ----- | -- | -------- | ----- | -------------------------- |
| 1   | Juan Cruz Kaprof   | Argentina    | 1     | 1  | 1,00     | 2015  | River Plate (1)            |
| 1   | Yevhen Konoplyanka | Ucrania      | 1     | 1  | 1,00     | 2016  | Sevilla (1)                |
| 1   | José Moya          | Colombia     | 1     | 1  | 1,00     | 2016  | Independiente Santa Fe (1) |
| 1   | Kevin Gameiro      | Francia      | 1     | 2  | 0,50     | 2015  | Sevilla (1)                |